# El Boye
El Boye är en ort i Mexiko.   Den ligger i kommunen Ixmiquilpan och delstaten Hidalgo, i den sydöstra delen av landet, 130 km norr om huvudstaden Mexico City. El Boye ligger 2 048 meter över havet och antalet invånare är 207.
Terrängen runt El Boye är lite bergig, och sluttar söderut. Runt El Boye är det ganska tätbefolkat, med 155 invånare per kvadratkilometer. Närmaste större samhälle är Ixmiquilpan, 15,5 km söder om El Boye. Trakten runt El Boye består i huvudsak av gräsmarker.